# Aurora (Colorado)
 For alternative betydninger, se Aurora. (Se også artikler, som begynder med Aurora)
Aurora er en forstad til Denver. I byen ligger Faith Presbyterian Church hvor countrysangeren John Denver blev bisat, efter han var omkommet i en flyulykke i Monterey Bay 12. oktober 1997.